# Viskokoppling

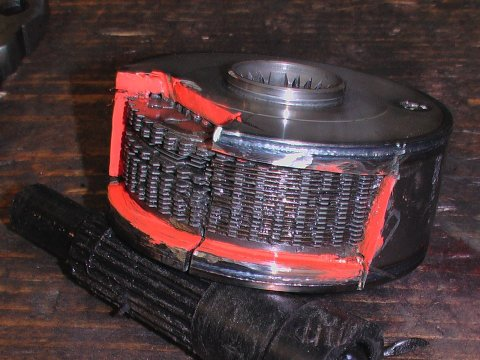
En öppnad viskokoppling

Viskokoppling även kallad viskodifferential, är en typ av koppling som fördelar kraften mellan drivaxlarna och som används på fyrhjulsdrivna bilar.
Viskokopplingen ser ut som en diffbroms med lameller.
Vätskan i kopplingen är en silikonolja som har den egenskapen att den kan ändra sin trögflutenhet även kallat viskositet.
Det används i viskokopplingen, när det är varvtalsskillnad mellan lamellerna rörs oljan om och blir varm.
Värmen som uppstår höjer oljans viskositet (trögflutenhet). Oljan blir därmed trögare och en bromsverkan uppstår mellan lamellerna.
Viskodifferentialen är vanligast som mittdifferential.